# Patto col diavolo

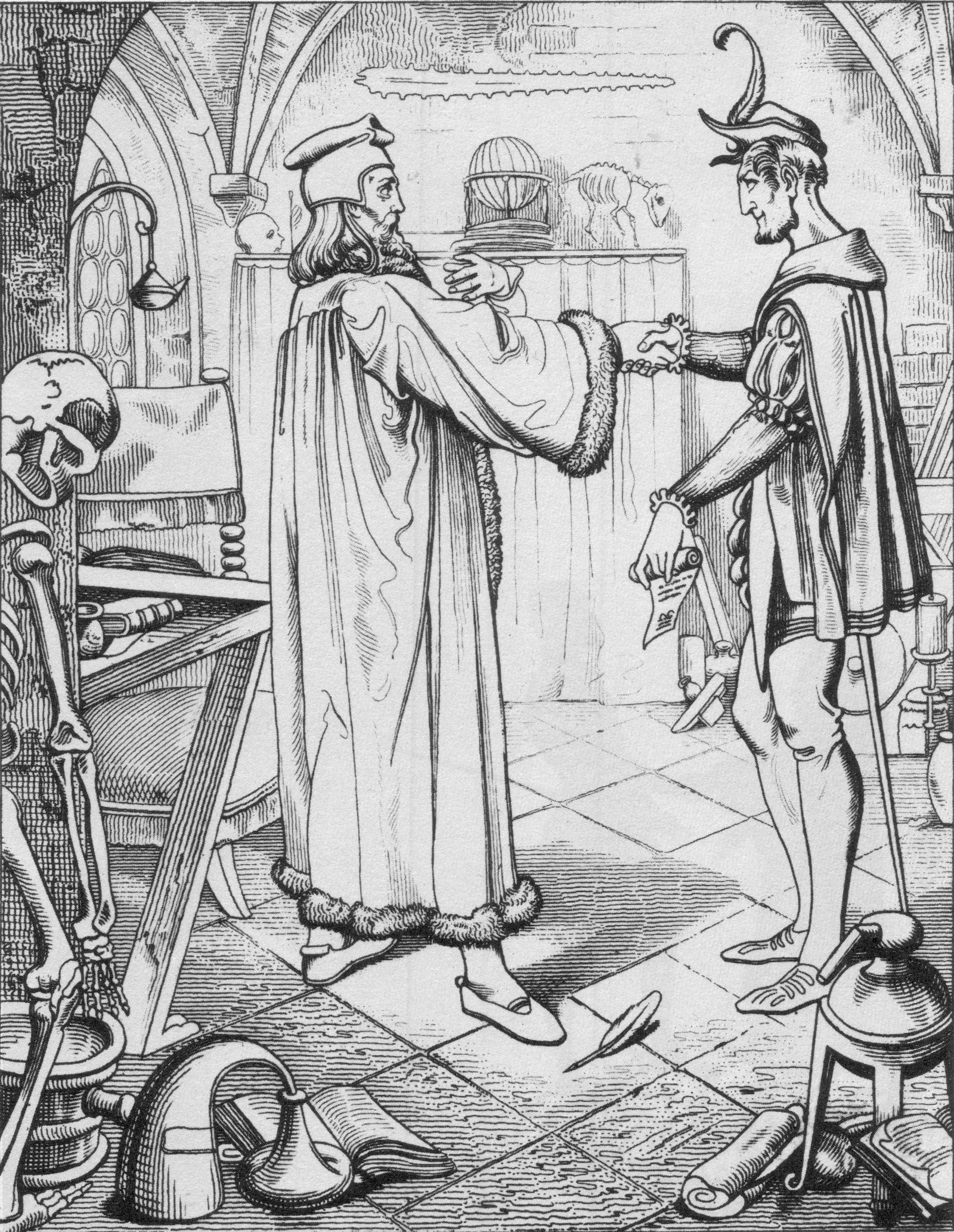
Il patto tra Faust e Mefistofele.

Un patto col diavolo è un accordo di scambio, in cui un uomo cede la propria anima al diavolo per ottenere da questi in cambio benefici di vario genere, quali ricchezza, talenti o poteri sovrannaturali. Il tema è trattato in leggende, racconti e opere letterarie.

## Significato
Durante la caccia alle streghe praticata nell'età moderna, si riteneva che le persone che praticavano la stregoneria traessero il loro potere appunto da un patto con il diavolo oppure con altri demoni. La demonologia cristiana traeva questa conclusione sulla base di alcuni passi biblici, nonché da Agostino d'Ippona e Tommaso d'Aquino, un teologo dell'antichità e uno medievale.
Le descrizioni di questi patti sono molto varie: si tratta di un contratto con molte formalità. In generale comunque l'accordo è a tempo indeterminato: l'uomo richiede dei benefici da parte dell'entità spirituale e quest'ultima si rivale su di lui dopo la sua morte. Il racconto può avere un finale moraleggiante, con la dannazione eterna dell'incauto avventuriero. Per contro può avere una svolta comica, nella quale lo scaltro contadino inganna il diavolo, solitamente grazie ad un cavillo tecnico.
In senso lato è definito patto con il diavolo, quando qualcuno, per conseguire determinati scopi, stringe alleanze che non si conciliano moralmente con i principi da lui sostenuti. L'espressione è diffusa nel giornalismo e nella satira politica.

## Esempi di patti con il diavolo
- L'esempio più noto di patto con il diavolo è quello stretto secondo la leggenda tra il mago e filosofo Faust e il demone Mefistofele. A conferirgli particolare fama è stato Johann Wolfgang von Goethe, con il suo dramma Faust.
- La storia di San Teofilo di Adana, un diacono che fece un patto col Diavolo e fu redento dalla Vergine Maria, risale al VI secolo, è precedente alla leggenda di Faust e potrebbe esserne stato l'ispirazione.
- Un esempio di patto con il diavolo lo si ritrova nel romanzo Il ritratto di Dorian Gray di Oscar Wilde, dove il protagonista vende la propria anima in cambio dell'eterna giovinezza.
- Nel romanzo fantastico La pelle di zigrino di Honoré de Balzac il protagonista viene coinvolto in un patto del genere, allorché comincia a sfruttare la magia di una pelle d'asino: questa esaudisce i suoi desideri, ma si va viepiù restringendo, e con essa si accorcia la vita del protagonista stesso.
- Nel catalogo tipologico Aarne-Thompson, il patto in questione si trova nella categoria AT 756B - "Il contratto col diavolo".
- In una variante diffusa del tema del patto con il diavolo, quest'ultimo permette la costruzione di determinati edifici particolarmente ardui, chiedendo in cambio però non necessariamente l'anima del costruttore, bensì quella di chi entra nell'edificio per primo. È il caso del Ponte del diavolo sopra le gole della Schöllenen nel cantone di Uri, il ponte di pietra di Ratisbona, il duomo di Aquisgrana: qui la vittima designata dal demonio sarebbe stato il vescovo che doveva consacrare la cattedrale, ma gli abitanti della città lo ingannarono facendo entrare per prima una lupa, e il demonio, furibondo per la beffa, avrebbe perduto un pollice nell'atto di sbattere il portone alle sue spalle, per poi tentare invano di seppellire l'intera città sotto una montagna di sabbia, che avrebbe dato origine alla collina presso Aquisgrana.